# Pitié pour celle qui tombe
Pour plus de détails, voir Fiche technique et Distribution.
Pitié pour celle qui tombe (Pietà per chi cade) est un melodramma strappalacrime italien réalisé par Mario Costa et sorti en 1954.

## Synopsis
Carlo Savelli, porté disparu pendant la guerre, revient en Italie après de nombreuses années. Sa femme Anna, se croyant libre, a entamé une relation amoureuse avec Andrea Mari ; mais adhérant maintenant à la demande de son amant, elle se rend à Venise pour le quitter. Carlo, les découvrant ensemble, tue Andrea. La nouvelle du drame provoque chez Bianca, la fille de Carlo et d'Anna, un grave traumatisme nerveux et l'affection qu'elle porte à sa mère est remplacée par le mépris et presque la haine dans son âme. Bianca trouve du réconfort dans les soins que lui prodigue sa tante Eugenia, la sœur de sa mère, et dans l'amitié d'un violoniste talentueux, Livio Vannini, qu'elle accompagne au piano. Après un concert, le violoniste tente de lui faire violence : il en est empêché par Anna, qui révèle à sa fille que Livio est marié. Lors du procès de Carlo, l'épouse, afin d'obtenir une peine légère pour son mari, déclare faussement qu'elle a eu des relations avec Mari après le retour de Carlo. Bianca, frappée par la générosité de l'attitude de sa mère, commence à se rendre compte de la vérité, qui lui est entièrement révélée par Livio. Elle apprend ainsi que sa tante Eugenia, secrètement amoureuse de Carlo, lui a caché les véritables intentions d'Anna, alors qu'elle aurait pu éviter la tragédie. Bianca se lance à la poursuite de sa mère qui, désespérée, a décidé de se suicider, et arrive juste à temps pour empêcher son geste insensé.

## Fiche technique
- Titre original italien : Pietà per chi cade[1]
- Titre français : Pitié pour celle qui tombe[2]
- Réalisateur : Mario Costa
- Scénario : Mario Costa, Tullio Pinelli, Angelo Alessandro, Alberto Albani Barbieri (it) d'après le roman d'Anton Giulio Majano et Domenico Meccoli
- Photographie : Anchise Brizzi
- Montage : Otello Colangeli
- Musique : Carlo Rustichelli, dirigé par Franco Ferrara
- Décors : Virgilio Marchi (it)
- Costumes et maquillage : Elio Costanzi
- Production : Angelo Rizzoli, Carlo Salsano, Guido Giambartolomei
- Société de production : Rizzoli Film, Royal Film
- Pays de production :  Italie
- Langue originale : italien
- Format : Noir et blanc - 1,37:1 - Son mono - 35 mm
- Durée : 90 minutes
- Genre : Melodramma strappalacrime
- Dates de sortie :
  - Italie : 17 mars 1954
  - France : 27 juin 1956[2]
- Affiche : Marcel Jeanne (France)

## Distribution
- Amedeo Nazzari : Carlo Savelli
- Antonella Lualdi : Bianca Savelli
- Nadia Gray Anna Savelli
- Andrea Checchi Andrea Mari
- Massimo Serato : Livio Vanini
- Lída Baarová : Tante Eugenia
- Emilio Cigoli : avocat Marsi
- Lia Reiner Gianna
- Carlo D'Angelo : avocat de la défense
- Cesare Fantoni : avocat de l'accusation
- Carlo Tamberlani : juge
- Oscar Andriani : greffier
- Miranda Campa : Nadia Berruti
- Lucia Banti :
- Bianca Maria Fabbri :